# Calderara di Reno
Calderara di Reno ist eine italienische Gemeinde (comune) mit 13.690 Einwohnern (Stand 31. Dezember 2023) in der Metropolitanstadt Bologna in der Emilia-Romagna. Die Gemeinde liegt etwa 8,5 Kilometer nordwestlich von Bologna, etwa 3 Kilometer westlich des Reno.

## Geschichte
Der Ortsteil Sacerno entspricht möglicherweise dem historischen Sacernum, wo Octavian, Marcus Antonius und Lepidus 43 vor Christus das Zweite Triumvirat bildeten.

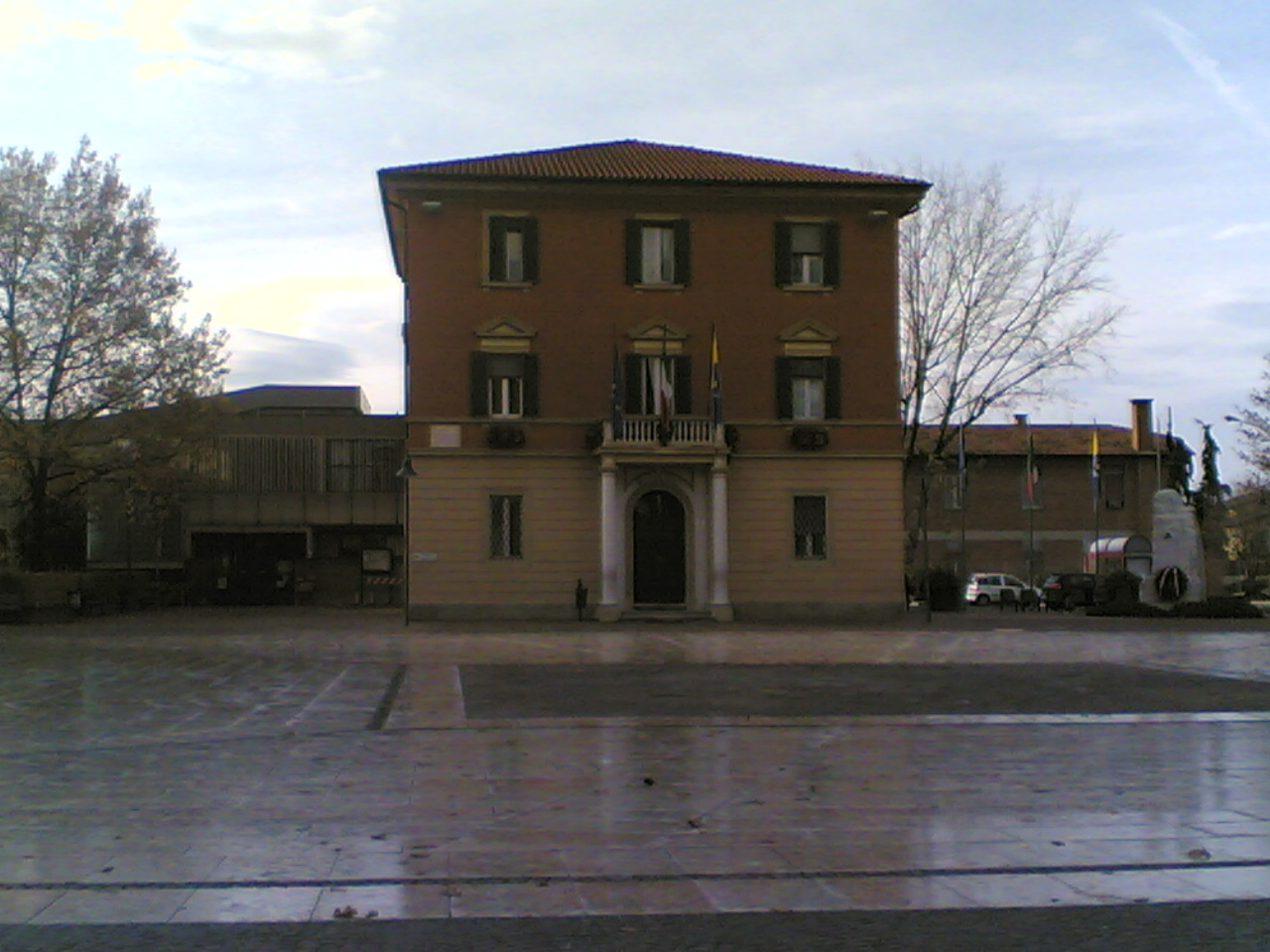
Stadtverwaltung

## Verkehr
Calderara di Reno liegt etwa vier Kilometer nordnordwestlich des Flughafens Bologna. An der Bahnstrecke Bologna-Verona liegt die Bahnstation Calderara-Bagellino.